# Partia polityczna na poziomie europejskim
Partia polityczna na poziomie europejskim, europejska partia polityczna (potocznie europartia) – organizacja powołana w celu realizacji wspólnego programu politycznego, zrzeszająca partie krajowe oraz członków indywidualnych, reprezentowana w przynajmniej kilku państwach członkowskich Unii Europejskiej. Europartie są uprawnione do prowadzenia kampanii wyborczych w trakcie wyborów do Parlamentu Europejskiego, a także do organizowania frakcji w Parlamencie Europejskim. Poprzez spotkania robocze należących do ich organizacji członkowskich głów państw i szefów rządów wpływają na decyzje Rady Europejskiej.

Pojęcie europartii zostało wpisane do traktatów wspólnotowych w 1992. Traktat z Maastricht znowelizował traktat rzymski poprzez dodanie art. 138d w brzmieniu: 

Partie polityczne na poziomie europejskim są ważnym czynnikiem integracji w ramach Unii. Przyczyniają się one do kształtowania świadomości europejskiej i wyrażania woli politycznej obywateli Unii.

Traktat nicejski z 2001 przewidział finansowanie europartii ze środków europejskich. Procedura ta zaczęła obowiązywać w 2004. Od tego czasu europejskie partie polityczne rozpoznawane przez Unię Europejską otrzymują co roku finansowanie z Parlamentu Europejskiego w formie dotacji na działalność pokrywającej do 85% określonych wydatków partii.

## Partie polityczne na poziomie europejskim
Zarejestrowane
- Europejska Partia Ludowa
- Partia Europejskich Socjalistów
- Patriots.eu
- Partia Europejskich Konserwatystów i Reformatorów
- Partia Porozumienia Liberałów i Demokratów na rzecz Europy
- Europejska Partia Demokratyczna
- Europejska Partia Zielonych
- Wolny Sojusz Europejski
- Partia Europejskiej Lewicy
- Europejski Chrześcijański Ruch Polityczny
- Europejski Sojusz Lewicy dla Ludzi i Planety
- Europa Suwerennych Narodów

Dawniej otrzymujące granty
- Coalition pour la Vie et la Famille
- Europeans United for Democracy
- Europejski Sojusz na rzecz Wolności
- Ruch na rzecz Europy Wolności i Demokracji
- Sojusz Europejskich Ruchów Narodowych
- Sojusz na rzecz Demokracji Bezpośredniej w Europie
- Sojusz na rzecz Europy Narodów
- Sojusz na rzecz Pokoju i Wolności
- Sojusz Niezależnych Demokratów w Europie
- The Libertas Party Limited (decyzja o przyznaniu grantu z 2009 zawieszona w tym samym roku)